# ویشنف
ویشنف (به روسی: Вишневе) شهری است در استان کیف که در کشور اوکراین قرار دارد. جمعیت این شهر ۴۲,۴۸۰ (۲۰۲۱ تخمینی) نفر است.

## نگارخانه

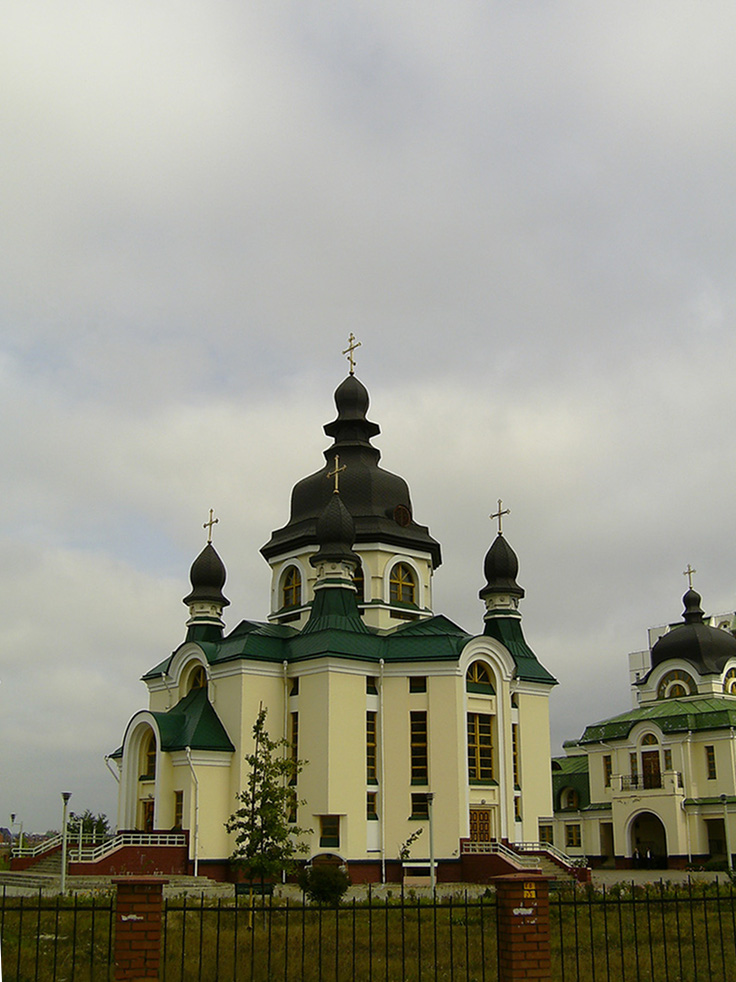
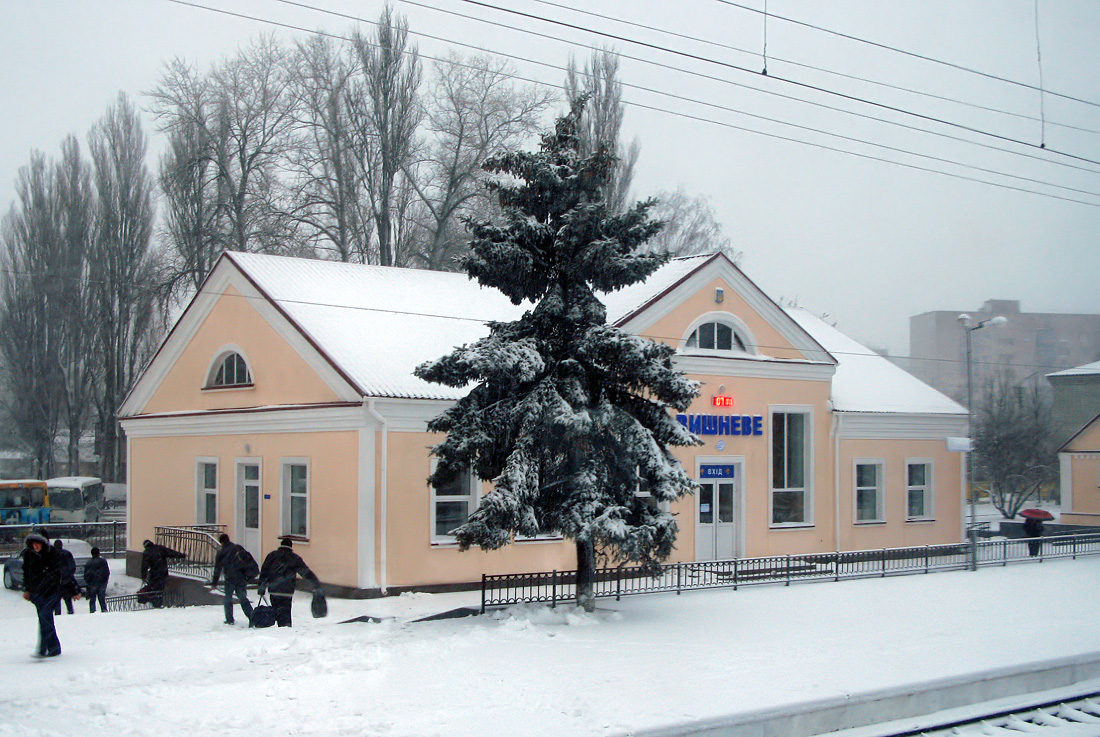
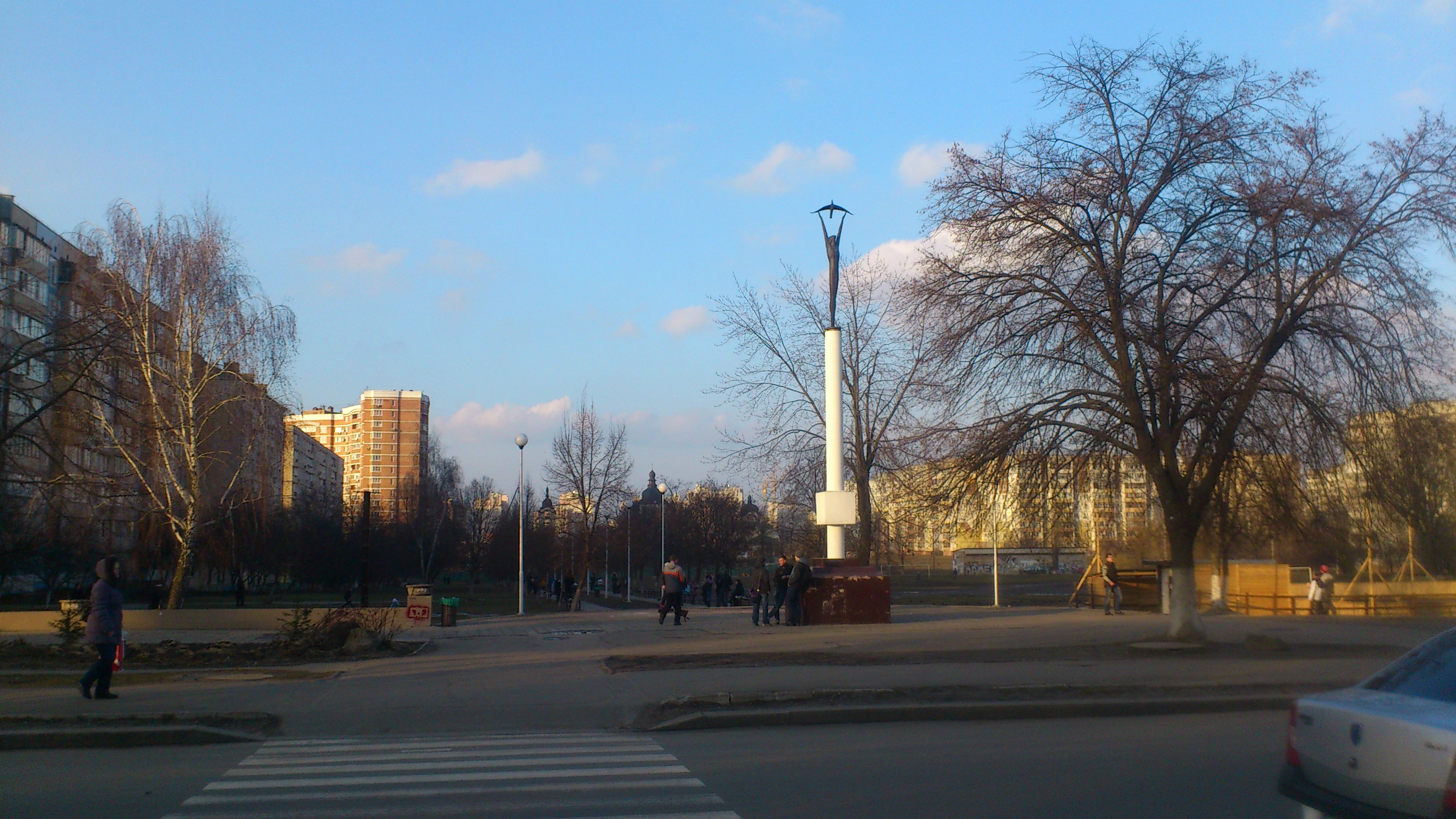